# ジョンストン (ファッションブランド)
ジョンストン（英: johnston）は、日本のメンズカジュアル衣料を展開するブランド。アメリカンカジュアルを中心に、インターネットで商品を販売。渋谷の老舗アメカジショップ「REDWOOD」でも一部商品の取り扱いがある。
進化を続けるカジュアルシーンの今を投影したアイテムを展開するドメスティックブランド「JOHNSTON」。Tシャツにジーンズの普遍的なスタイルをアップデートした新鮮な感覚のオリジナル・ウェアを提案。

## ORIGINAL ITEM
- Tシャツ
- カットソー
- シャツ
- スウェット
- パーカー
- デニム
- ジーンズ
- パンツ
- 帽子
- アクセサリー

## OTHER BRAND
- COMME des FUCKDOWN
- VANSON
- Gevaert
- JIMMY'Z
- BOOBIES RULE
- Aviator Nation
- WORN FREE